# Джонсон, Мануэль
Мануэль Джон Джонсон (англ. Manuel John Johnson, 1805—1859) — британский астроном.

## Биография
Родился в Макао в семье сотрудника Ост-Индской компании Джона Уильяма Робертса, получил образование в классической академии Стайлза (Темз Диттон, графство Суррей) и военном училище Эддискомб (Лондон) для прохождения дальнейшей службы в Ост-Индской компании.
В 1823 году Джонсон был направлен на остров Святой Елены, где с 1826 года руководил строительством обсерватории Леддер-Хилл. В ходе строительства Джонсон дважды ездил в Южную Африку для консультаций с астрономом Фироном Феллоузом. В 1828 году Джонсон был назначен суперинтендантом обсерватории, и в течение ряда лет вёл астрономические наблюдения. В 1835 году он опубликовал каталог 606 основных неподвижных звезд Южного полушария, за который в том же году был удостоен золотой медали Королевского астрономического общества. При сравнении результатов своих наблюдений с результатами Лакайля Джонсон отметил значительное собственное движение Альфы Центавра, о чём сообщил Томасу Хендерсону из Королевской обсерватории на мысе Доброй Надежды. Данные наблюдений Джонсона позволили Хендерсону осуществить одно из первых в мире измерений звездного параллакса, хотя Хендерсон не торопился его опубликовать.
В 1833 году М.Джонсон вернулся в Великобританию, где поступил в Хертфорд-колледж Оксфордского университета, который окончил в 1839 году, получив степень магистра. C 1839 года до своей смерти в 1859 году Джонсон был так называемым «наблюдателем Радклиффа» — фактически директором обсерватории Радклиффа в Оксфордском университете. В 1855—1857 годах был президентом Королевского астрономического общества, в 1856 году был избран членом Королевского общества.
В 1850 году женился на Кэролайн, дочери доктора Джеймса Огле.